# Schefflera laxiuscula
Schefflera laxiuscula är en araliaväxtart som beskrevs av Igor Vladimirovich Grushvitzky och Nina Timofeevna Skvortsova. Schefflera laxiuscula ingår i släktet Schefflera och familjen araliaväxter.
Artens utbredningsområde är Vietnam. Inga underarter finns listade.